# جام کمپئونز ۲۰۲۳
جام کمپئونز ۲۰۲۳ پنجمین دوره جام کمپئونز بود، یک رقابت سالانه فوتبال در آمریکای شمالی که بین قهرمان فصل قبل لیگ برتر فوتبال و برنده سوپر جام مکزیک برگزار می‌شود. این مسابقه بین تیم‌های لس آنجلس، قهرمان جام ام‌ال‌اس ۲۰۲۲، و تیگرس اونال، قهرمان سوپر جام مکزیک ۲۰۲۳، برگزار شد. لس آنجلس این مسابقه را در ورزشگاه بی‌ام‌او در لس آنجلس، کالیفرنیا، ایالات متحده، در تاریخ ۲۷ سپتامبر ۲۰۲۳ برگزار کرد. پس از تساوی بدون گل، اونال در ضربات پنالتی با نتیجه ۴–۲ پیروز شد و دومین عنوان قهرمانی خود در جام کمپئونز را کسب کرد.

## مسابقه
| لس آنجلس                              | ۰–۰   | اونال                                |
| ------------------------------------- | ----- | ------------------------------------ |
|                                       | گزارش |                                      |
| ضربات پنالتی                          |       |                                      |
| - بوانگا - تیلمان - ایلی - هولینگزشید | ۲–۴   | - ژینیاک - ایبانیز - پیزارو - آنگولو |

| لس آنجلس | اونال |